# Folkia pauciaculeata
Folkia pauciaculeata là một loài nhện trong họ Dysderidae.
Loài này thuộc chi Folkia. Folkia pauciaculeata được miêu tả năm 1943 bởi Fage.